# Фіджино-Серенца
Фіджино-Серенца (італ. Figino Serenza) — муніципалітет в Італії, у регіоні Ломбардія, провінція Комо.
Фіджино-Серенца розташоване на відстані близько 510 км на північний захід від Рима, 29 км на північ від Мілана, 12 км на південь від Комо.
Населення — 5233 особи (2014).
Щорічний фестиваль відбувається 29 вересня. Покровитель — святий Михайло.

## Демографія
Населення за роками:

Станом на 1 січня 2023 року в муніципалітеті офіційно проживало 257 іноземців з 39 країн, серед них 65 громадян країн Євросоюзу та 20 громадян України.

## Сусідні муніципалітети
- Канту
- Каримате
- Маріано-Коменсе
- Новедрате